# Chery QQme
La Chery QQme est une automobile chinoise conçue par le constructeur Chery et lancée durant l'été 2009.
Initialement, il s'agit d'un concept car présenté en 2005 au Salon de Shanghai : la "Chery Wow". Le constructeur s'est ensuite décidé à proposer un modèle de série dans l'espoir de séduire une clientèle jeune et urbaine. Son design, à mi-chemin entre une Volkswagen New Beetle et une Chery QQ3 était sans doute trop clivant pour séduire.
1 350 exemplaires prennent la route en 2009. Au démarrage commercial discret succède un échec commercial incontestable puisque l'année suivante, seuls 374 modèles sont fabriqués. Dès 2011, Chery décide d'arrêter les frais et cesse de produire la QQme, après seulement 1 826 exemplaires assemblés.